# Giro d’Italia 2023/18. Etappe
Die 18. Etappe des Giro d’Italia 2023 fand am 25. Mai 2023 statt und führte die 106. Austragung des italienischen Etappenrennens zurück in die Alpen. Nach dem Start in Oderzo standen 161 Kilometer auf dem Programm, ehe das Ziel im Val di Zoldo beim Rifugio Palafavera (1518 m) erreicht wurde. Nach der Etappe hatten die Fahrer insgesamt 3145,6 Kilometer zurückgelegt, was 90,5 % der Gesamtdistanz entsprach. Die Organisatoren der Rundfahrt bewerteten die Schwierigkeit der Etappe mit vier von fünf Sternen.

## Streckenverlauf
Der neutralisierte Start erfolgte in Oderzo auf dem Piazza Grande. Im Anschluss führte die Strecke einmal um die Innenstadt, ehe das Rennen nach 5,8 Kilometern auf der SP 15 kurz vor Lutrano freigegeben wurde.
Nach dem offiziellen Start führte die Strecke in Richtung Norden und passierte dabei Codognè und Orsago, ehe bei Caneva die Auffahrt auf den Passo della Crosetta (1118 m) erfolgte. Dieser war mit einer Länge von 11,6 Kilometern und einer durchschnittlichen Steigung von 7,1 % mit einer Bergwertung der 1. Kategorie klassifiziert und wurde nach 40,8 Kilometern überquert. Es folgte ein etwa 15 Kilometer langes, leicht abschüssiges Plateau, ehe eine Abfahrt von Tambre nach Cornei führte. Unmittelbar darauf begann die Straße erneut zu steigen und führte nach Pieve d’Alpago (691 m), wo eine Bergwertung der 4. Kategorie abgenommen wurde. Nach der anschließenden Abfahrt erreichten die Fahrer bei Soccher-Paiane-Casan-Arsie das Piave-Tal, dem sie nun stromaufwärts folgten. Leicht ansteigend ging es über Longarone in Richtung Norden, ehe die Steigungsprozente kurz vor Pieve di Cadore deutlich zunahmen. Nach 115,7 Kilometern wurde hier der erste Zwischensprint ausgefahren. Nun ging es in das Cadore, das den Ausgangspunkt der nächsten Steigung bildete. Bei Venas di Cadore bogen die Fahrer links ab und nahmen den Forcella Cibiana (1530 m) in Angriff, der auf einer Länge von 9,6 Kilometern eine durchschnittliche Steigung von 7,8 % aufwies. Die letzten fünfeinhalb Kilometer wiesen zudem einen Schnitt von über 9 % auf und es wurden maximale Steigungsprozente von bis zu 15 % erreicht. Die Passhöhe, auf der eine Bergwertung der 1. Kategorie abgenommen worden war, wurde 25,8 Kilometer vor dem Ziel passiert, ehe eine schmale Abfahrt nach Forno di Zoldo führte.
Im Val di Zoldo begann die Straße erneut zu steigen. Bei Dont nahmen die Steigungsprozente deutlich zu, ehe die Fahrer bei Rutorbol rechts abbogen und über eine kleine Nebenstraße nach Coi (1501 m) gelangen, wo eine Bergwertung der 2. Kategorie abgenommen wurde. Die Organisatoren gaben die Länge des Anstiegs mit 5,8 Kilometern an, wobei die Durchschnittssteigung nur knapp unter 10 % lag. Weiters wurden rund zwei Kilometer vor der Kuppe Steigungsprozente von bis zu 19 % erreicht. Nachdem die Bergwertung 5,3 Kilometer vor dem Ziel passiert worden war, folgte eine steile, technisch anspruchsvolle Abfahrt, die nach Mareson-Pecol führte. Die letzten 2,7 Kilometer führten bergauf zum Ziel, das sich beim Rifugio Palafavera auf einer Höhe von 1518 Metern befand. Im kurvenreichen Finale wurden erneut Steigungsprozente von über 8 % erreicht, ehe die Straße auf den letzten 400 Metern etwas abflachte. Im Ziel wurde eine Bergwertung der 2. Kategorie abgenommen.
|                            | Ort                               | Kilometer | Länge (km) | Höhe (m) | Ø Steigung | max. Steigung |
| -------------------------- | --------------------------------- | --------- | ---------- | -------- | ---------- | ------------- |
| neutralisierter Start      | Oderzo                            | −5,8      |            |          |            |               |
| offizieller Start          | Lutrano                           | 0         |            |          |            |               |
| Bergwertung (1. Kategorie) | Passo della Crosetta              | 40,8      | 11,6       | 1118     | 7,1 %      | 11 %          |
| Bergwertung (4. Kategorie) | Pieve d’Alpago                    | 68,3      | 3,4        | 691      | 5,4 %      | unbekannt     |
| Zwischensprint             | Pieve di Cadore                   | 115,7     |            |          |            |               |
| Bergwertung (1. Kategorie) | Forcella Cibiana                  | 135,2     | 9,6        | 1530     | 7,8 %      | 15 %          |
| Zwischensprint             | Forno di Zoldo                    | 147,1     |            |          |            |               |
| Bergwertung (2. Kategorie) | Coi                               | 155,7     | 5,8        | 1501     | 9,7 %      | 19 %          |
| Bergwertung (2. Kategorie) | Val di Zoldo (Rifugio Palafavera) | 161       | 2,7        | 1518     | 6,4 %      | 10 %          |
| Ziel                       | Val di Zoldo (Rifugio Palafavera) | 161       |            |          |            |               |

## Rennverlauf
Nach dem offiziellen Start versuchten sich mehrere Fahrer vom Hauptfeld abzusetzen. Unter anderen griff auch Ben Healy (EF Education-EasyPost), der Führende der Bergwertung vor dem ersten Anstieg an, konnte sich jedoch nicht längerfristig absetzen. Im Anstieg des Passo della Crosetta hatte sich noch immer keine Fluchtgruppe formiert und mit Andreas Leknessund (Team DSM) versuchte auch der Gesamtachte den Sprung in die Ausreißergruppe, was ihm jedoch nicht gelang. Nach und nach setzten sich mit Thibaut Pinot (Groupama-FDJ), Aurélien Paret-Peintre (AG2R Citroën Team), Filippo Zana (Team Jayco AlUla), Derek Gee und Marco Frigo (beide Israel-Premier Tech) fünf Fahrer vom Hauptfeld ab. Thibaut Pinot sicherte sich bei der Bergwertung die meisten Punkte und schob sich somit in dieser Sonderwertung auf den zweiten Gesamtrang. Der Franzose lag nur noch 10 Punkte hinter Ben Healy zurück, der bei der ersten Bergwertung leer ausging. Nach der Kuppe des Passo della Crosetta schlossen mit Warren Barguil (Team Arkéa-Samsic) und Wadim Pronski (Astana Qazaqstan Team) zwei weitere Fahrer zur Spitzengruppe auf, deren Vorsprung zwischenzeitlich auf rund zwei Minuten angewachsen war. Bei der zweiten Bergwertung in Pieve d’Alpago holte Thibaut Pinot erneut die meisten Punkte, wodurch er noch näher an Ben Healy heranrückte. Beim ersten Zwischensprint in Pieve di Cadore setzte sich Derek Gee vor Warren Barguil und Thibaut Pinot durch und rückte somit in der Punktewertung näher an Jonathan Milan (Bahrain Victorious) heran. Im Anstieg der Forcella Cibiana baute die Fluchtgruppe ihren Vorsprung auf fast sechs Minuten aus, wodurch Thibaut Pinot in der Gesamtwertung nahe an den gesamtführenden Geraint Thomas (Ineos Grenadiers) herankam. Mit Wadim Pronski fiel vor der Kuppe der erste Fahrer aus der Fluchtgruppe zurück. Thibaut Pinot überquerte auch die Forcella Cibiana als erster und übernahm somit virtuell das Blaue Trikot.
Im Anstieg nach Coi forcierten Thibaut Pinot und Filippo Zana das Tempo und setzten sich in den steilsten Passagen von ihren Begleitern ab. Die beiden überquerten die Kuppe gemeinsam, wobei sich Thibaut erneut die meisten Punkte im Kampf um die Bergwertung sicherte. Im Hauptfeld forcierte die Jumbo-Visma-Mannschaft mit Sepp Kuss das Tempo in den steilsten Abschnitten. Rund neun Kilometer vor dem Ziel fiel João Almeida (UAE Team Emirates) zurück, während sich Sepp Kuss sowie Primož Roglič (beide Jumbo-Visma) gemeinsam mit dem gesamtführenden Geraint Thomas und Eddie Dunbar (Jayco AlUla) absetzten. Kurz vor der Bergwertung in Coi griff Primož Roglič an, konnte Geraint Thomas jedoch nicht distanzieren. Sepp Kuss konnte erneut zu seinem Kapitän aufschließen und führte das Favoritenduo in die Abfahrt, während Eddie Dunbar von João Almeida und dessen Teamkollegen Jay Vine eingeholt wurde. Auf der Kuppe betrug ihr Rückstand nur wenige Sekunden.
Die letzten drei ansteigenden Kilometer absolvierten Thibaut Pinot und Filippo Zana gemeinsam, wobei sich der italienische Meister im Sprint durchsetzte. Primož Roglič griff im Finale mehrmals an, konnte Geraint Thomas jedoch nicht abschütteln. João Almeida konnte die Lücke in der Abfahrt nicht schließen und verlor im Kampf um das Rosa Trikot 21 Sekunden. 
In der Gesamtwertung liegt Geraint Thomas nun 29 Sekunden vor Primož Roglič und 39 Sekunden vor João Almeida. Eddie Dunbar rückte einen Platz vor und ist nun mit über dreieinhalb Minuten hinter dem Spitzentrio. Thibaut Pinot übernahm das Blaue Trikot von Ben Healy und weist einen Vorsprung von 63 Punkten auf. Zudem rückte der Franzose in der Gesamtwertung auf den siebten Platz vor. Jonathan Milan erreichte das Ziel im vorgegebenen Zeitlimit und führt die Punktewertung weiterhin überlegen an.

## Ergebnis
| \| Etappenergebnis \| Etappenergebnis \| Etappenergebnis \| Etappenergebnis \| Etappenergebnis \| \| Fahrer \| Fahrer \| Land \| Team \| Zeit \| \| --------------- \| ---------------------- \| ---------------------- \| ------------------- \| --------------- \| \| 1. \| Filippo Zana \| Italien \| Team Jayco AlUla \| 4 h 25 min 12 s \| \| 2. \| Thibaut Pinot \| Frankreich \| Groupama-FDJ \| + 0 s \| \| 3. \| Warren Barguil \| Frankreich \| Arkéa-Samsic \| + 50 s \| \| 4. \| Derek Gee \| Kanada \| Israel-Premier Tech \| + 1 min 03 s \| \| 5. \| Aurélien Paret-Peintre \| Frankreich \| AG2R Citroën Team \| + 1 min 24 s \| \| 6. \| Marco Frigo \| Italien \| Israel-Premier Tech \| + 1 min 24 s \| \| 7. \| Primož Roglič \| Slowenien \| Jumbo-Visma \| + 1 min 56 s \| \| 8. \| Geraint Thomas \| Vereinigtes Königreich \| Ineos Grenadiers \| + 1 min 56 s \| \| 9. \| João Almeida \| Portugal \| UAE Team Emirates \| + 2 min 17 s \| \| 10. \| Eddie Dunbar \| Irland \| Team Jayco AlUla \| + 2 min 32 s \| |                        |                        |                     |                 |
| |                        |                        |                     |                 |
| Quelle: ProCyclingStats |                        |                        |                     |                 |
| Etappenergebnis |                        |                        |                     |                 |
| Fahrer | Fahrer                 | Land                   | Team                | Zeit            |
| 1. | Filippo Zana           | Italien                | Team Jayco AlUla    | 4 h 25 min 12 s |
| 2. | Thibaut Pinot          | Frankreich             | Groupama-FDJ        | + 0 s           |
| 3. | Warren Barguil         | Frankreich             | Arkéa-Samsic        | + 50 s          |
| 4. | Derek Gee              | Kanada                 | Israel-Premier Tech | + 1 min 03 s    |
| 5. | Aurélien Paret-Peintre | Frankreich             | AG2R Citroën Team   | + 1 min 24 s    |
| 6. | Marco Frigo            | Italien                | Israel-Premier Tech | + 1 min 24 s    |
| 7. | Primož Roglič          | Slowenien              | Jumbo-Visma         | + 1 min 56 s    |
| 8. | Geraint Thomas         | Vereinigtes Königreich | Ineos Grenadiers    | + 1 min 56 s    |
| 9. | João Almeida           | Portugal               | UAE Team Emirates   | + 2 min 17 s    |
| 10. | Eddie Dunbar           | Irland                 | Team Jayco AlUla    | + 2 min 32 s    |

## Gesamtstände
| \| Gesamtwertung \| Gesamtwertung \| Gesamtwertung \| Gesamtwertung \| Gesamtwertung \| \| Fahrer \| Fahrer \| Land \| Team \| Zeit \| \| ------------- \| ------------------ \| ---------------------- \| ------------------ \| ---------------- \| \| 1. \| Geraint Thomas \| Vereinigtes Königreich \| Ineos Grenadiers \| 76 h 25 min 51 s \| \| 2. \| Primož Roglič \| Slowenien \| Jumbo-Visma \| + 29 s \| \| 3. \| João Almeida \| Portugal \| UAE Team Emirates \| + 39 s \| \| 4. \| Eddie Dunbar \| Irland \| Team Jayco AlUla \| + 3 min 39 s \| \| 5. \| Damiano Caruso \| Italien \| Bahrain Victorious \| + 3 min 51 s \| \| 6. \| Lennard Kämna \| Deutschland \| Bora-Hansgrohe \| + 4 min 27 s \| \| 7. \| Thibaut Pinot \| Frankreich \| Groupama-FDJ \| + 4 min 43 s \| \| 8. \| Andreas Leknessund \| Norwegen \| Team DSM \| + 4 min 47 s \| \| 9. \| Thymen Arensman \| Niederlande \| Ineos Grenadiers \| + 4 min 53 s \| \| 10. \| Laurens De Plus \| Belgien \| Ineos Grenadiers \| + 5 min 52 s \| |                    |                        |                    |                  |
| |                    |                        |                    |                  |
| Quelle: ProCyclingStats |                    |                        |                    |                  |
| Gesamtwertung |                    |                        |                    |                  |
| Fahrer | Fahrer             | Land                   | Team               | Zeit             |
| 1. | Geraint Thomas     | Vereinigtes Königreich | Ineos Grenadiers   | 76 h 25 min 51 s |
| 2. | Primož Roglič      | Slowenien              | Jumbo-Visma        | + 29 s           |
| 3. | João Almeida       | Portugal               | UAE Team Emirates  | + 39 s           |
| 4. | Eddie Dunbar       | Irland                 | Team Jayco AlUla   | + 3 min 39 s     |
| 5. | Damiano Caruso     | Italien                | Bahrain Victorious | + 3 min 51 s     |
| 6. | Lennard Kämna      | Deutschland            | Bora-Hansgrohe     | + 4 min 27 s     |
| 7. | Thibaut Pinot      | Frankreich             | Groupama-FDJ       | + 4 min 43 s     |
| 8. | Andreas Leknessund | Norwegen               | Team DSM           | + 4 min 47 s     |
| 9. | Thymen Arensman    | Niederlande            | Ineos Grenadiers   | + 4 min 53 s     |
| 10. | Laurens De Plus    | Belgien                | Ineos Grenadiers   | + 5 min 52 s     |

| Punktewertung | Punktewertung       | Punktewertung          | Punktewertung         | Punktewertung |
| Fahrer        | Fahrer              | Land                   | Team                  | Punkte        |
| ------------- | ------------------- | ---------------------- | --------------------- | ------------- |
| 1.            | Jonathan Milan      | Italien                | Bahrain Victorious    | 215 P.        |
| 2.            | Derek Gee           | Kanada                 | Israel-Premier Tech   | 140 P.        |
| 3.            | Pascal Ackermann    | Deutschland            | UAE Team Emirates     | 95 P.         |
| 4.            | Michael Matthews    | Australien             | Team Jayco AlUla      | 93 P.         |
| 5.            | Toms Skujiņš        | Lettland               | Trek-Segafredo        | 79 P.         |
| 6.            | Nico Denz           | Deutschland            | Bora-Hansgrohe        | 77 P.         |
| 7.            | Magnus Cort Nielsen | Dänemark               | EF Education-EasyPost | 56 P.         |
| 8.            | Marius Mayrhofer    | Deutschland            | Team DSM              | 53 P.         |
| 9.            | Vincenzo Albanese   | Italien                | Eolo-Kometa           | 51 P.         |
| 10.           | Mark Cavendish      | Vereinigtes Königreich | Astana Qazaqstan Team | 51 P.         |

| Bergwertung | Bergwertung            | Bergwertung | Bergwertung           | Bergwertung |
| Fahrer      | Fahrer                 | Land        | Team                  | Punkte      |
| ----------- | ---------------------- | ----------- | --------------------- | ----------- |
| 1.          | Thibaut Pinot          | Frankreich  | Groupama-FDJ          | 227 P.      |
| 2.          | Ben Healy              | Irland      | EF Education-EasyPost | 164 P.      |
| 3.          | Davide Bais            | Italien     | Eolo-Kometa           | 144 P.      |
| 4.          | Einer Rubio            | Kolumbien   | Movistar Team         | 118 P.      |
| 5.          | Derek Gee              | Kanada      | Israel-Premier Tech   | 66 P.       |
| 6.          | Aurélien Paret-Peintre | Frankreich  | AG2R Citroën Team     | 56 P.       |
| 7.          | João Almeida           | Portugal    | UAE Team Emirates     | 55 P.       |
| 8.          | Filippo Zana           | Italien     | Team Jayco AlUla      | 54 P.       |
| 9.          | Toms Skujiņš           | Lettland    | Trek-Segafredo        | 48 P.       |
| 10.         | Marco Frigo            | Italien     | Israel-Premier Tech   | 44 P.       |

| Nachwuchswertung | Nachwuchswertung   | Nachwuchswertung   | Nachwuchswertung         | Nachwuchswertung  |
| Fahrer           | Fahrer             | Land               | Team                     | Zeit              |
| ---------------- | ------------------ | ------------------ | ------------------------ | ----------------- |
| 1.               | João Almeida       | Portugal           | UAE Team Emirates        | 76 h 26 min 30 s  |
| 2.               | Andreas Leknessund | Norwegen           | Team DSM                 | + 4 min 08 s      |
| 3.               | Thymen Arensman    | Niederlande        | Ineos Grenadiers         | + 4 min 14 s      |
| 4.               | Einer Rubio        | Kolumbien          | Movistar Team            | + 6 min 24 s      |
| 5.               | Ilan Van Wilder    | Belgien            | Soudal Quick-Step        | + 8 min 24 s      |
| 6.               | Santiago Buitrago  | Kolumbien          | Bahrain Victorious       | + 11 min 23 s     |
| 7.               | Filippo Zana       | Italien            | Team Jayco AlUla         | + 28 min 44 s     |
| 8.               | Laurens Huys       | Belgien            | Intermarché-Circus-Wanty | + 34 min 35 s     |
| 9.               | Brandon McNulty    | Vereinigte Staaten | UAE Team Emirates        | + 1 h 01 min 53 s |
| 10.              | Marco Frigo        | Italien            | Israel-Premier Tech      | + 1 h 04 min 26 s |

| Mannschaftswertung | Mannschaftswertung    | Mannschaftswertung           | Mannschaftswertung |
| Team               | Team                  | Land                         | Zeit               |
| ------------------ | --------------------- | ---------------------------- | ------------------ |
| 1.                 | Bahrain Victorious    | Bahrain                      | 229 h 00 min 00 s  |
| 2.                 | Ineos Grenadiers      | Vereinigtes Königreich       | + 23 min 25 s      |
| 3.                 | Jumbo-Visma           | Niederlande                  | + 33 min 44 s      |
| 4.                 | UAE Team Emirates     | Vereinigte Arabische Emirate | + 46 min 47 s      |
| 5.                 | Bora-Hansgrohe        | Deutschland                  | + 1 h 11 min 53 s  |
| 6.                 | AG2R Citroën Team     | Frankreich                   | + 1 h 15 min 23 s  |
| 7.                 | Astana Qazaqstan Team | Kasachstan                   | + 1 h 15 min 57 s  |
| 8.                 | EF Education-EasyPost | Vereinigte Staaten           | + 1 h 22 min 32 s  |
| 9.                 | Team Jayco AlUla      | Australien                   | + 1 h 31 min 37 s  |
| 10.                | Israel-Premier Tech   | Israel                       | + 1 h 33 min 47 s  |

## Ausgeschiedene Fahrer
- Niccolò Bonifazio (Intermarché-Circus-Wanty): wegen Bronchitis nicht gestartet
- Luca Covili (Green Project-Bardiani CSF-Faizanè): nicht gestartet[4]